# Copa Fares Lopes de 2025
A Taça Fares Lopes de 2025 será a décima sexta edição desta competição futebolística organizada anualmente pela Federação Cearense de Futebol (FCF). A data de início está definida para 15 de outubro e será disputada por 11 times.

## Regulamento
Ainda não foi publicado o Regulamento Específico da Copa Fares Lopes de 2025 (REC) no canal oficial da Federação Cearense de Futebol (FCF). O site de normas e regulamentos da FCF não apresenta nenhum documento disponível para o ano de 2025 até o momento.

## Participantes
| Equipe            | Cidade    | Títulos               |
| ----------------- | --------- | --------------------- |
| Atlético Cearense | Fortaleza | 0 (não possui)        |
| Caucaia           | Caucaia   | 1 (2019)              |
| Ceará             | Fortaleza | 0 (não possui)        |
| Ferroviário       | Fortaleza | 3 (2018, 2020 e 2024) |
| Floresta          | Fortaleza | 1 (2017)              |
| Fortaleza         | Fortaleza | 0 (não possui)        |
| Itapipoca         | Itapipoca | 0 (não possui)        |
| Maracanã          | Maracanaú | 0 (não possui)        |
| Tirol             | Fortaleza | 0 (não possui)        |
| Quixadá           | Quixadá   | 0 (não possui)        |
| Vila Real         | Sobral    | 0 (não possui)        |